# Amegilla aeruginosa
Amegilla aeruginosa es una especie de abeja excavadora perteneciente al género Amegilla, categorizada en la tribu Anthophorini, de la subfamilia Apinae. Fue descrita científicamente por el entomólogo inglés Frederick Smith en 1854.
La hembra mide 10 mm de longitud, las alas anteriores 9 mm; el macho mide 10 mm de longitud y las alas anteriores 8 mm.

## Distribución
Se distribuye por Australia, en los estados de Australia Occidental, Territorio del Norte, Queensland y Nueva Gales del Sur.